# 楊貴妃 (1955年電影)

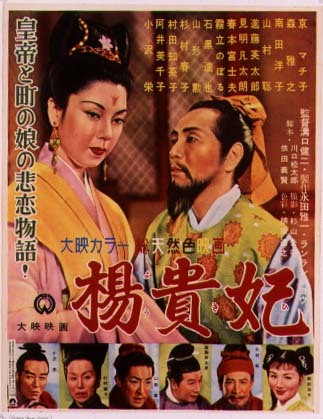
楊貴妃

《楊貴妃》是一部1955年日本電影，由日本大映公司與香港邵氏父子聯合出品。講述唐玄宗李隆基和楊貴妃的著名愛情故事。導演為溝口健二，主演包括京町子、森雅之、山村聰、小澤榮、進藤英太郎等。

## 演員
- 京町子：楊貴妃
- 森雅之：唐玄宗
- 山村聰：安祿山
- 小澤榮：杨国忠
- 山形勲：楊銛
- 進藤英太郎：高力士

## 外部連結
- 互联网电影数据库（IMDb）上《Princess Yang Kwei-Fei》的资料（英文）